# Zygia paucijugata
Zygia paucijugata är en ärtväxtart som först beskrevs av Cyrus Longworth Lundell, och fick sitt nu gällande namn av Maria de Lourdes Rico. Zygia paucijugata ingår i släktet Zygia och familjen ärtväxter. Inga underarter finns listade i Catalogue of Life.